# Šu-Ninua
Šu-ninua (Schu-ninua, Su-ninua, auch als Ši-ninua) war der 54. assyrische König, der etwa von 1567 bis 1554 v. Chr. (ultrakurze Chronologie) regierte. Die Regierungszeiten seiner Nachfolger Aššur-rabi I. und Aššur-nadin-ahhe I. fehlen in allen überlieferten Fassungen der assyrischen Königsliste. Sie lassen sich mit Hilfe der sogenannten Distanzangaben rekonstruieren, nicht alle Forscher halten dieses Verfahren allerdings für zuverlässig.
Šu-ninua folgte auf Lullaja, der in der assyrischen Königsliste als „Sohn eines Niemand“, also ein Mann ohne königliche Vorfahren, bezeichnet wird, oft handelt es sich dabei um Usurpatoren. Šu-ninua war der Sohn von Bazaia, König von Assyrien. Er regierte 14 Jahre, ihm folgten seine Söhne Šarma-Adad II. und Erišum III. danach der Sohn des Letzteren, Šamši-Adad II. Nach einer Periode der Unruhen konnte Šu-ninua offensichtlich wieder eine stabile Herrschaftsstruktur herstellen und eine eigene Dynastie etablieren, der zehn Herrscher angehörten und die erst endete, als Aššur-rabi I. Aššur-šaduni, den Sohn des Nur-ili absetzte.
Sein Name ist ungewöhnlich und bedeutet nach Reade vielleicht „Mann aus Ninive“. Vielleicht war er ein Statthalter von Niniveh, dem es gelang, sich in dem Machtkampf zwischen dem akkadischen Aššur und Ekallatum, das von der amoritischen Dynastie Šamši-Adads beherrscht wurde, als dritte Partei durchzusetzen. Vielleicht gelang es ihm auch, die Herrschaft über Aššur und Ekallatum zu vereinigen (Gasche 1996, 52).